# 부여경찰서
부여경찰서(扶餘警察署, Buyeo Police Station)는 충청남도경찰청이 관할하는 경찰서 중 하나이다. 충청남도 부여군 일대를 관할한다. 충청남도 부여군 부여읍 성말로 4에 위치하고 있다.
서장은 총경으로 보한다.

## 기본 정보
- 주소: 충청남도 부여군 부여읍 성말로 4
- 우편번호: 323-700

## 관할 파출소 및 지구대
| 명칭         | 사진 | 주소               | 관할구역               | 치안센터                   |
| ------------ | ---- | ------------------ | ---------------------- | -------------------------- |
| 백강지구대   |      | 부여읍 사비로 93   | 부여읍                 |                            |
| 석성파출소   |      | 석성면 왕를오 695  | 석성면, 초촌면         | 초촌치안센터               |
| 홍산파출소   |      | 홍산면 홍산로 70   | 홍산면, 옥산면         | 옥산치안센터               |
| 임천파출소   |      | 임천면 성흥로 117  | 임천면, 충화면, 양화면 | 충화치안센터<>양화치안센터 |
| 세도파출소   |      | 세도면 중앙로 30   | 세도면, 장암면         | 장암치안센터               |
| 구룡파출소   |      | 구룡면 흥수로 158  | 구룡면, 남면           | 남면치안센터               |
| 규암파출소   |      | 규암면 수북로 73   | 규암면                 |                            |
| 은산파출소   |      | 은산면 충절로 2792 | 은산면                 |                            |
| 외내산파출소 |      | 외산면 외산로 69   | 외산면, 내산면         | 내산치안센터               |

## 같이 보기
- 충청남도지방경찰청